# Alberto Castillo Baños
Alberto Castillo Baños, né le 22 octobre 1955 à Murcie, est un homme politique espagnol membre de Ciudadanos.
Il préside l'Assemblée régionale de Murcie entre juin 2019 et juin 2023.

## Biographie

### Formation et vie professionnelle
Alberto Castillo suit une formation de journaliste et officie à la radio à partir de 1980 pour Radiocadena Española (RCE), ancêtre de Radio Nacional de España (RNE). Il devient membre du collège officiel des journalistes de la région de Murcie en 1994. Il a occupé les fonctions de directeur de la fondation de l'association de la presse. Il a travaillé, durant 34 ans, pour les chaînes Antena 3 et Cadena SER où il fut directeur régional des informations et des contenus entre 1995 et 2014,.

### Président de l'Assemblée régionale
Lors des élections régionales de mai 2019, il se présente en quatrième position sur la liste d'Isabel Franco dans la nouvelle circonscription unique de Murcie, en tant qu'indépendant. Le parti ayant remporté six sièges, il est élu député à l'Assemblée régionale.
Un accord est conclu dans plusieurs communautés autonomes entre Ciudadanos et le Parti populaire (PP) en vue de la formation des bureaux des assemblées et des exécutifs locaux. En échange de son soutien au conservateur Fernando López Miras à la tête de l'exécutif, Ciudadanos obtient la présidence de l'Assemblée et présente Alberto Castillo pour occuper ce poste,. Le 11 juin, jour de la séance constitutive de la Xe législature, les candidatures de Castillo et du socialiste Alfonso Martínez Baños sont présentées. Au premier tour, le premier remporte 22 voix et son adversaire 17. Au second tour, Castillo est élu avec les mêmes voix, tandis que le socialiste en obtient 19. Vox fait le choix du vote blanc lors des deux tours de scrutin. Il est alors le premier président de l'Assemblée à être élu au second tour.